# Agustín Marchesín
Agustín Federico Marchesín (San Cayetano, 16 de março de 1988) é um futebolista argentino que atua como goleiro. Atualmente defende o Boca Juniors. 

## Clubes

### Lanús
Nas categorias de base do Lanús desde 2007, Marchesín realizou sua estreia como profissional em março de 2009, contra o Gimnasia y Esgrima de Jujuy em uma partida válida pelo Torneo Apertura do Campeonato Argentino. Sua primeira aparição em uma competição internacional foi no dia 29 de abril, em um empate por 1–1 contra o Caracas, da Venezuela.
Marchesín encerrou sua passagem pelo Lanús, onde fez mais de 200 jogos entre 2009 a 2014, ganhando dois títulos da Copa Sul-Americana.

### Santos Laguna
Em dezembro de 2014 foi contratado pelo Santos Laguna.. 

### América do México
Entre 2016 e 2019 defendeu o América do México, onde tornou-se ídolo e um dos maiores goleiros da história do clube.

### Porto
Em 31 de julho de 2019, o América do México oficializou a venda de Agustín Marchesín para o Porto. De acordo com a imprensa portuguesa, os portistas desembolsaram mais de 7 milhões de euros na transferência do jogador.
Após perder a posição para o jovem Diogo Costa no decorrer da temporada 2021–22, Marchesín preferiu ser negociado, deixando assim a equipa portuguesa. foram 94 jogos desde sua chegada, em agosto de 2019.

### Celta de Vigo
O Celta de Vigo confirmou em 9 de agosto de 2022 contratação de Agustín Marchesín, que estava no Porto, para as próximas duas temporadas, com opção de renovação por mais uma.

### Grêmio
O Grêmio anunciou no dia 10 de janeiro de 2024 a contratação do arqueiro para as próximas duas temporadas.
Em sua primeira temporada, Marchesín foi contestado por algumas falhas e alternou entre a titularidade e a reserva, no revezamento de goleiros promovido pelo técnico Renato Gaúcho. Contudo, depois que foi mantido como titular, cresceu na reta final da temporada e evitou algumas derrotas.

### Boca Juniors
No dia 28 janeiro de 2025, o Boca Juniors anunciou a contratação do goleiro Marchesín. O clube argentino desembolsou cerca de US$ 1,6 milhões (R$ 9,6 milhões) para contar com o jogador.

## Seleção Nacional
Estreou pela Seleção Argentina no dia 16 de março de 2011, em um amistoso contra a Venezuela. Participou da Copa América de 2015 e da Copa América de 2019.

## Títulos
Lanús
- Campeonato Argentino: 2007 (Apertura)
- Copa Sul-Americana: 2013

Santos Laguna
- Campeonato Mexicano: 2015
- Campeão dos Campeões: 2015

América
- Campeonato Mexicano: 2018

Porto
- Primeira Liga: 2019–20 e 2021–22
- Taça de Portugal: 2019–20 e 2021–22
- Supertaça Cândido de Oliveira: 2022

Grêmio
- Campeonato Gaúcho: 2024

Seleção Argentina
- Copa América: 2021